# 쿠키 영상
쿠키 영상 또는 영어로 포스트크레디츠 신(영어: post-credits scene)은 주로 영화, 텔레비전 드라마, 비디오 게임 등의 작품에서 엔딩 크레디트 후에 나오는 영상이다. 에필로그, 유머, 밝혀지지 않은 사실에 대한 해명, 속편 암시 등의 영상이 사용된다. 엔딩 크레디트가 끝나고 나서가 아닌 도중에 삽입된 영상은 미드크레디츠 신(mid-credits scene)이라고 한다.

## 역사

### 현대 영화의 예
마블 시네마틱 유니버스의 영화 작품들은 모두는 아니지만 거의 모든 작품에 쿠키 영상을 사용했다.